# NIO (автомобильная компания)

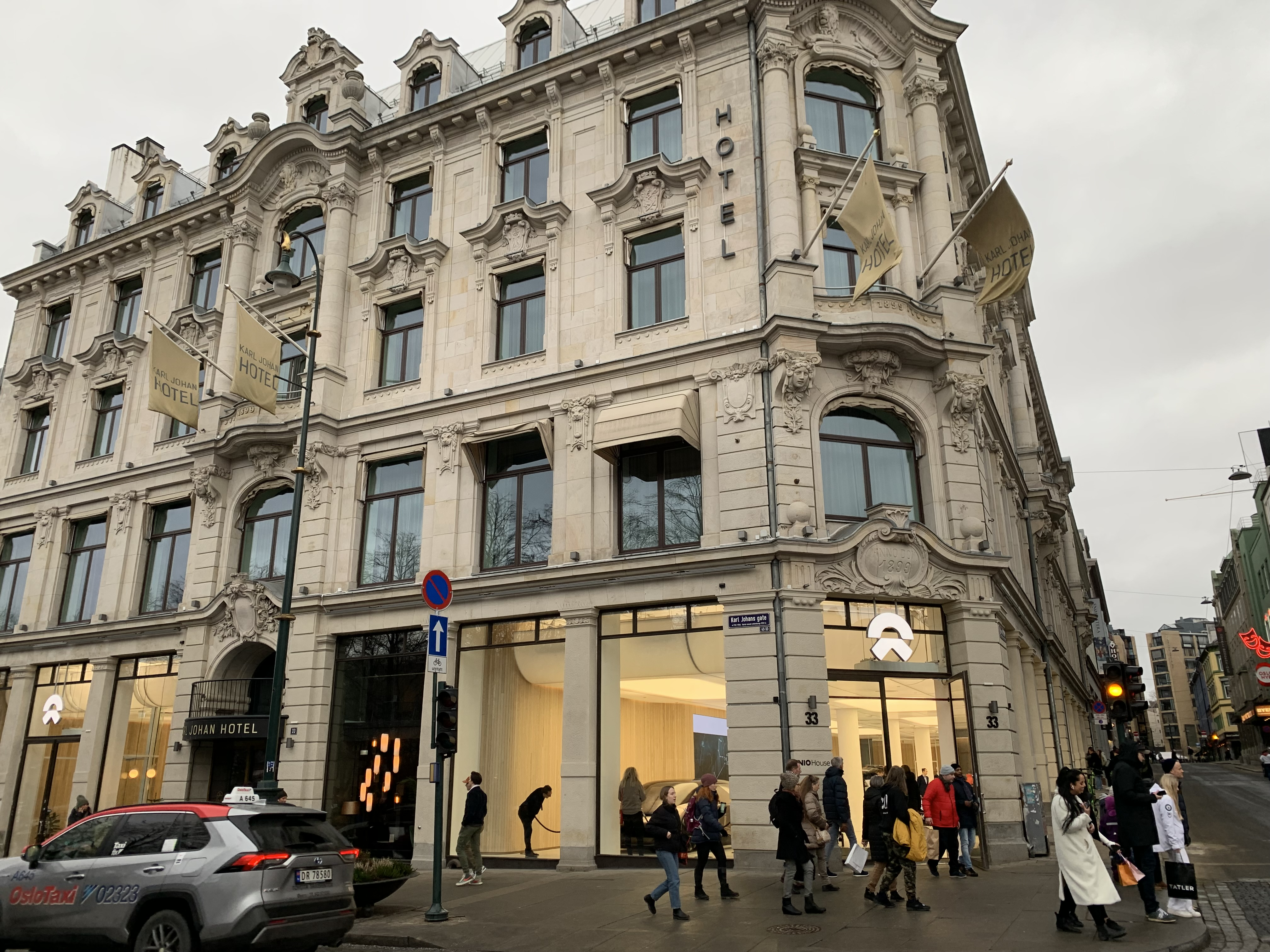
Автосалон NIO в Осло

NIO (китайский: 蔚来; пиньинь: Wèilái) — китайский производитель электромобилей под брендами Nio и Firefly. Штаб-квартира расположена в Шанхае.

## История
Компания была основана в ноябре 2014 года под названием NextEV Уильямом Ли (Ли Бином); ранее, в 2000 году, он основал автомобильный веб-ресурс Bitauto, средства от его продажи в 2013 году стали стартовым капиталом новой компании. 
После запуска несколько компаний сделали вложения стартап, в том числе Tencent, Xiaomi, Chehejia и Baidu. Компания NextEV приобрела известность, став спонсором китайской команды Формулы E China Racing (впоследствии Nio 333 FE Team), гонщик которой Нельсон Пике выиграл чемпионат 2014/15 года. 
В 2015 году были созданы дочерние компании в Германии и США, а в мае 2016 года было подписано соглашение с государственным автопроизводителем JAC о выпуске автомобилей на её мощностях. 
Первая модель компании, спортивный автомобиль NIO EP9, была представлена в Лондоне в ноябре 2016 года; тогда же был представлен бренд Nio, позже ставший новым названием компании.
В октябре 2016 года NIO объявила, что имеет разрешение на тестирование автономных транспортных средств от отдела автотранспортных средств Калифорнии, и начнет тестирование на общественных дорогах.
В 2017 году была представлена вторая модель, ES8, а в 2018 году начался серийный выпуск автомобилей компании. Однако в конце 2018 года начались проблемы с возгоранием автомобилей, и в 2019 году все проданные машины пришлось отозвать для ремонта.
В мае 2018 года NIO открыл первую аккумуляторную станцию в районе Наншань Шэньчжэня, получившую название Power Swap Station, батареи для автомобилей ES8 были доступны только на этой станции.
В сентябре 2018 года компания разместила свои акции на Нью-Йоркской фондовой бирже, размещение принесло 1,8 млрд долларов. К этому времени было создано два совместных предприятия: с Changan по производству комплектующих и с GAC Group по выпуску автомобилей.
В середине 2019 года была представлена модель ES6.
В начале 2020 года компания оказалась на грани банкротства, поскольку большие средства были вложены в разработки, а массовое производство не удалось наладить из-за начала пандемии, кроме того были сокращены субсидии для производителей электромобилей. В конце апреля NIO объявила о финансировании (1 млрд долларов) от группы китайских инвесторов, в основном администрации города Хэфэй, в рамках сделки NIO будет передавать активы на новую дочернюю компанию, NIO China, со штаб-квартирой в Хэфэй.
В августе 2020 года Nio запустила схему Battery as a Service (BaaS) и сформировала компанию по управлению активами в сотрудничестве с Contemporary Amperex Technology Co. (CATL), Hubei Science Technology Investment Group Co., Ltd. (дочерней компанией Guotai Junan International Holdings Limited). Baas помогает снизить цену на покупку электромобилей NIO на 25 %.
В мае 2021 года Nio объявила план расширения, заявив, что начнет доставлять автомобили в Норвегию к сентябрю 2021 года.
В 2023 году общая выручка NIO достигла 55,62 млрд юаней (7,78 млрд долл. США), из которых 13,43 млрд юаней она инвестировала в НИОКР.

## Модельный ряд
Nio EC6 — двухмоторный купеобразный электрокроссовер мощностью до 544 л.с. и 725 Н·м соответственно. Имеет аккумуляторы ёмкостью 70 и 100 кВт⋅ч соответственно, что даёт до 400 и 600 км автономности.
Ближайшие конкуренты — Tesla Model Y и Jaguar I Pace, которая является электрической версией автомобиля Jaguar F-Pace. Его развитие - Nio EC7.
Nio ES6 — более крупный четырёхмоторный кроссовер с общей мощностью моторов до 544 л.с. (400 кВт) . Встал на конвейер в 2019 году. Аккумуляторы ёмкостью до 84 кВт⋅ч дают до 500 км автономности. Ближайшие конкуренты — Tesla Model Y и Audi E Tron Quattro .
Nio ET7 — двухмоторный представительский седан с автономностью до 1000 км. 2 электромотора имеют общую мощность в 480 кВт/ 650 л.с. (передняя ось: двигатель на постоянных магнитах 180 кВт, задняя ось: двигатель Добровольского 300 кВт). Запас хода 500—1000 км (NEDC), пожизненная гарантия для первого владельца. Модель встала на конвейер в 2020 году. Ближайшие конкуренты — Tesla Model S и Lucid Air.
Nio ES8 — 7-местный двухмоторный полноразмерный кроссовер с ёмкостью аккумуляторов до 84 кВт⋅ч и общей мощностью электромоторов до 650 л.с. Производится с 2018 года, ближайший конкурент — Tesla Model X.
Nio EP9 — первая модель и по прежнему флагман модельного ряда своей марки. Это двухместное спорт-купе с 4-мя моторами общей мощностью в 1 МВТ или же 1369 л. с. На сегодняшний день является самой быстрой машиной китайского производства — скорость превышает 400 км/ч. Ближайшие конкуренты: Tesla Roadster 2020 и Rimac C1 между которыми EP9 занимает промежуточную позицию по большинству параметров.
Nio ET9 — представительский седан,  флагманская модель («дорожный лайнер», габариты — 5323×2016×1620 мм при длине колёсной базы 3250 мм). Полноприводный электромобиль с силовой установкой с двумя электромоторами мощностью 707 л. с. Оснащен аккумуляторной батареей на 120 киловатт-час, эту батарею можно заряжать, а можно и менять. Полноуправляемое шасси  с гидравлической подвеской. Вывод на рынок Китая ожидается к началу 2025 года, ориентировочная стоимость — 110 тыс. долларов.
Все автомобили снабжены полным автопилотом, голосовым помощником «Nomi», работающем на китайском и английском языках, системами активной безопасности, также рядом других опций в базовой комплектации.

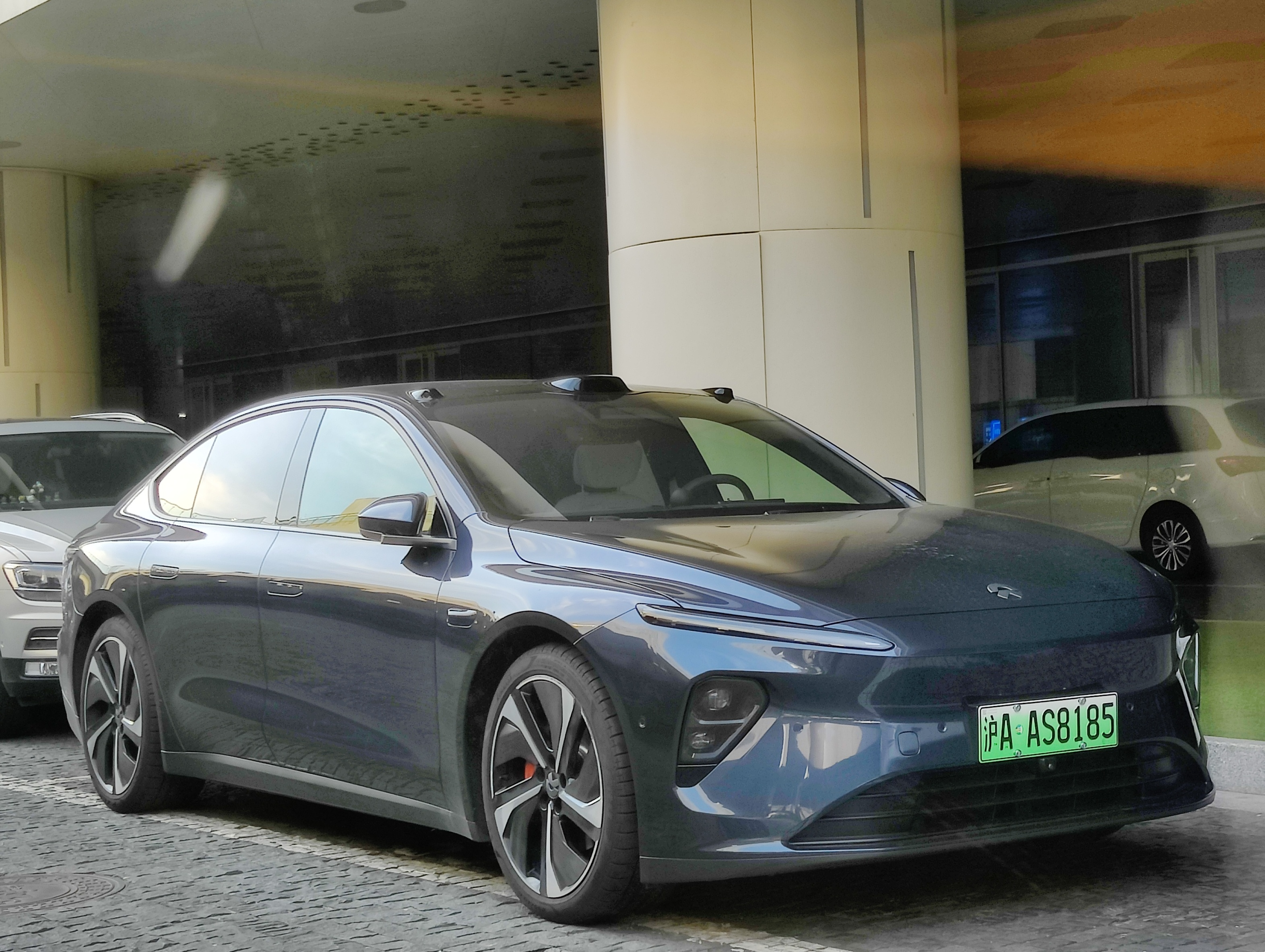
NIO ET7
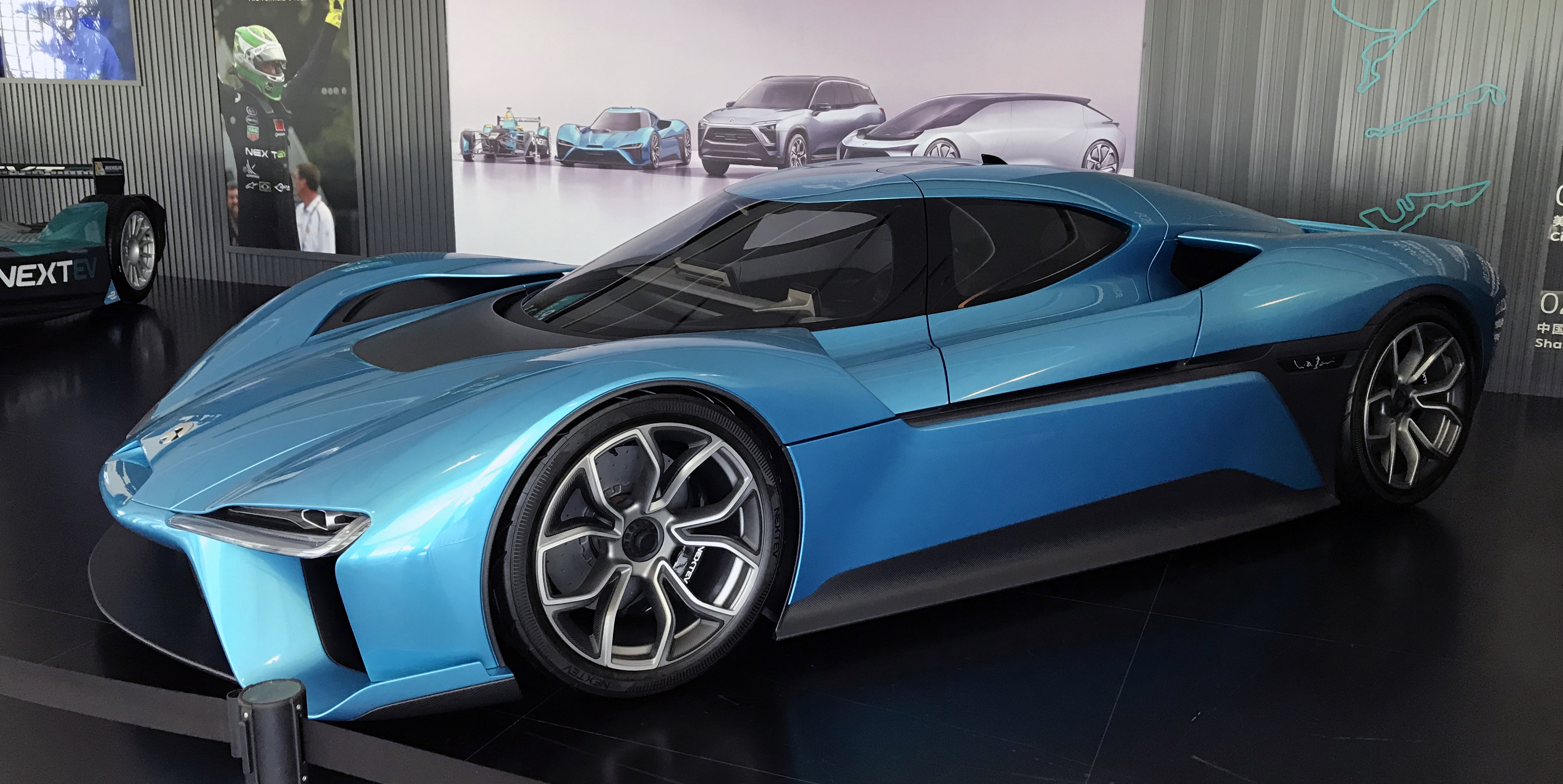
Спорткар NIO EP9
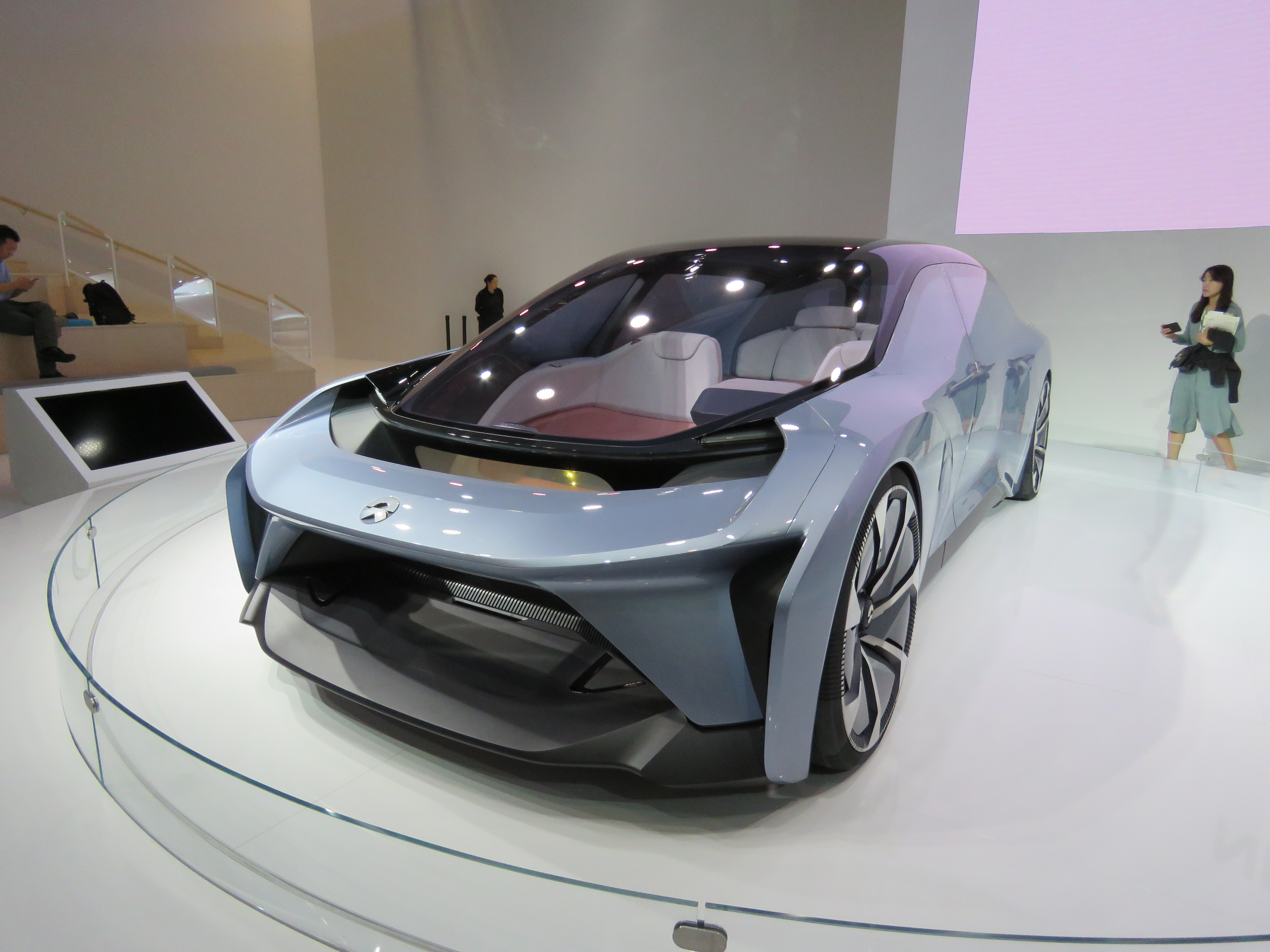
концепт-кар Nio Eve

## Прочие организации под брендом NIO
NIO Service — сеть сервисных центров компании.
NIO Power — сеть станций по замене батерей и суперчарджеров.
NIO Life — коллекция одежды, созданная в сотрудничестве с Хусейном Чалайном.